# Valentine, Haute-Garonne

Valentine este o comună în departamentul Haute-Garonne din sudul Franței. În 2009 avea o populație de 901 de locuitori.

## Evoluția populației
| An        | 1975  | 1982  | 1990 | 1999 | 2006 | 2009 |
| --------- | ----- | ----- | ---- | ---- | ---- | ---- |
| Populație | 1.038 | 1.002 | 907  | 894  | 821  | 901  |